# Roc del Dui
El Roc del Dui és una muntanya de 1.600 metres que es troba al municipi de Queralbs, a la comarca catalana del Ripollès.